# Кристина Егерсеги
Кристина Егерсеги (на унгарски: Krisztina Egerszegi) е петкратна олимпийска шампионка по плуване от Унгария, бивша световна рекордьорка и сред най-великите унгарски олимпийски шампионки от модерната ера.
Тя участва в 3 олимпийски игри – в Сеул през 1988 г., Барселона през 1992 г. и Атланта през 1996 г. в които печели пет олимпийски титли. Печели златни медали от състезанията на 200 метра гръб от трите олимпийски игри и е една от тримата души, които са печелили същата дисциплина в плуването в три поредни олимпийски игри (другите двама са Доун Фрейзър и Майкъл Фелпс). Тя е най-успешната плувкиня на всички времена и е първата и единствена жена, печелила пет златни олимпийски медала.
Тя държи рекорда на 200 метра гръб в продължение на почти 17 години (от август 1991 до февруари 2008 г.) с време 2:06.62, поставяйки го на Европейското първенство през 1991 година. Към юни 2009 година това време все още е европейски рекорд. То е най-старият рекорд на европейско равнище и вторият най-стар в Унгария след собствения ѝ рекорд на 100 метра гръб (1:00.3), поставен три дни преди него. Егерсеги е считана за най-великата състезателка по плуване по гръб на всички времена.

## Биография
Кристина Егерсеги е родена на 16 август 1974 г. в унгарската столица Будапеща. Дебютира в международно състезание на 13-годишна възраст с участие в европейско първенство. Нейни треньори през годините са Миклош Киш (1981 – 1982), Дьорд Тури (1982 – 1986) и Ласло Киш (1986 – 1996). Висока е 1,74 метра и по време на спортната си кариера тежи 57 килограма.
На Летните олимпийски игри в Сеул през 1988 година печели сребърен медал в състезанието на 100 метра по гръб и златен медал в дисциплината 200 метра гръб. По това време е на 14 години и 41 дни, като по този начин става най-младата олимпийска шампионка в плуването за всички времена. Този рекорд е подобрен през 1992 г. от японката Киоко Ивасаки, която печели златен медал в дисциплината 200 метра бруст на възраст от 14 години и шест дни.
На Европейското първенство през 1989 година тя се състезава в три дисциплини, добавяйки 400 метра съчетано плуване към състезанията по 100 и 200 метра гръб, печелейки сребърни медали и в трите дисциплини, въпреки че страда от тежка настинка по време на цялото първенство.
През 1991 година участва в Световното първенство, където печели златни медали в двете дисциплини плуване по гръб. Няколко месеца по-късно печели три златни медала и поставя световни рекорди на 100 и 200 метра плуване по гръб на Европейското първенство.
На Летните олимпийски игри в Барселона през 1992 година Егерсеги печели три индивидуални златни медала, като става единствената спортистка с такова постижение на Игрите. През следващата година участва за първи път в плуването на 200 метра бътерфлай на Европейското първенство, където печели четири златни медала – в това състезание, на 400 метра съчетано и на 100 и 200 метра гръб.
През 1994 г. тя обявява, че ще прекрати спортната си кариера след Световното първенство в Рим, на което китайските плувци постигат съмнително добри резултати, печелейки 12 от 16 възможни титли при жените месец след като седем китайски плувци са хванати с допинг на Азиатските игри в Хирошима. В Рим Егерсеги губи на 100 и 200 метра гръб, които биват спечелени от Хе Цихонг (He Cihong), която завършва 13-а с време 1:03.50(!) на 100 метра гръб две години по-рано в Барселона, където Егерсеги печели с олимпийски рекорд от 1:00.68. През 1996 година на Олимпийските игри в Атланта Хе Цихонг завършва 25-а на 100 метра гръб. На 200 метра Хе Цихонг не се класира нито за Барселона, нито за Атланта, където Егерсеги печели златните олимпийски медали. След като завършва пета на 100 метра гръб и втора на 200 метра гръб, Егерсеги решава да се състезава още две години, посочвайки двете загуби като основна причина за промяната на решението си.
Егерсеги се състезава на Европейското първенство през 1995 година, където печели последните две от деветте си европейски титли в състезанията на 400 метра съчетано плуване и 200 метра гръб. За първи път участва в щафетата на 4 × 100 метра съчетано, където една от съотборничките ѝ е младата Агнеш Ковач (Ágnes Kovács), която по-късно ще стане олимпийска шампионка. Щафетата завършва на второ място, а Егерсеги казва, че този медал „е този, който я е зарадвал най-много“. Тя решава да не участва в състезанието на 100 метра гръб, въпреки че времето ѝ от финала на щафетата (1:00.93) е по-добро от това на станалата олимпийска шампионка Мете Якобсен (1:02.46) с почти две секунди.

## Най-голямата разлика
На Летните олимпийски игри през 1996 година Егерсеги печели първия си и единствен бронзов олимпийски медал от състезанието на 400 метра съчетано плуване и печели състезанието на 200 метра гръб, ставайки втората от едва три състезатели по плуване в олимпийската история (редом с Доун Фрейзър и Майкъл Фелпс), спечелила олимпийската титла в същата дисциплина на три поредни олимпийски игри (200 метра гръб през 1988, 1992 и 1996 година). Между победното време на Егерсеги (2:07.83) и времето на сребърната медалистка Уитни Хеджпет (2:11.98) има разлика от 4,15 секунди, която е най-голямата разлика в плуването на 200 метра във всички дисциплини в историята на плуването. През 1996 г. Егерсеги не участва на 100 метра гръб, въпреки че времето ѝ от смесената щафета е по-добро от победното време във финала на 100 метра гръб.
Между 1988 и 1996 г. тя печели пет индивидуални олимпийски златни медала, което е рекорд за плувец, докато Майкъл Фелпс го чупи с неговите (към 2015 година) 11 индивидуални златни медала. Егерсеги държи рекорда за най-много индивидуални олимпийски златни медали сред жените, докато не ѝ е отнет от Кейти Ледеки с нейните 6 (1 в Лондон 2012, 3 в Рио 2016, 2 в Токио 2020).
Егерсеги обявява прекратяването на спортната си кариера малко след олимпийските игри на възраст от едва 22 години. Същата година тя става член на управителния съвет на Унгарската асоциация по плуване, а през 2007 – член на Унгарския олимпийски комитет.

## Влияние върху унгарската култура
Победата на Егерсеги на олимпийските игри в Сеул през 1988 година се превръща в един от най-големите спортни телевизионни моменти в Унгария. Известната фраза „Давай, малко мишле! Давай, малко момиче“ („Gyerünk Egérke! Gyerünk kicsi lány!“) от коментатора Тамаш Витрай е част от популярната култура на страната. Егерсеги все още е считана за пример за подражание за „шампион“ в Унгария.
Прякорът ѝ е „Малко мишле“ („Egérke“) или „Мишка“ („Egér“), игра на думи с фамилното ѝ име, породена от младостта и ръста ѝ. След Летните олимпийски игри през 1992 година, където печели три индивидуални златни медала и става единствената жена на Игрите с такова постижение, тя бива наричана „Кралица Кристина“ („Krisztina Királynő“) в унгарските и някои международни медии.
През 1993 година Ласло Ладоний (László Ládonyi) и Дьорд Воли (György Volly) публикуват биографичната книга „Егерсеги“ („Egerszegi“) за кариерата ѝ.
През 2000 година е заснет документален филм на име „Егерсеги“ („Egerszegi“) за спортната ѝ кариера.

## Признания и награди
През 2001 година Егерсеги е приета в Международна зала на славата на плуването.  Тя печели приза „Унгарска спортистка на годината“ рекордния брой седем пъти (1988, 1989, 1990, 1991, 1992, 1993 и 1996) и Световна плувкиня на плувците на годината (Female World Swimmer of the Year) три пъти. Кристина Егерсеги е една от най-известните атлетки на Световната федерация по плуване за аматьори и е наградена с Олимпийския орден на 23 юни 2001 година по време на честването на Олимпийския ден от Международния олимпийски комитет в Лозана, Швейцария.
На 20 август 2013 година Кристина Егерсеги е наградена с най-висшия държавен орден в Унгария, Ордена на Свети Стефан от президента на страната Янош Адер в двореца „Шандор“ в Будапеща. 
Други награди
- Най-добра атлетка на Европа (Best Female Athlete of Europe) (1992)
- Среден кръст на унгарския орден за заслуги (Middle Cross of the Hungarian Order of Merit) (1992)
- Олимпийски златен кръг (Olympic Golden Ring) (1995)
- Унгарски орден за заслуги (Order of Merit of the Republic of Hungary) (1996)
- Златен елен (Golden Deer Award) (1996)
- Награда за унгарско наследство (Hungarian Heritage Award) (1996)
- Медал на Унгарския олимпийски комитет (MOB (Hungarian Olympic Committee)Medal) (1997)
- Специална награда за етика на МОК (IOC Ethical Special Award) (1999)
- Трето място в избора за най-велик унгарец на века (2000)
- Приемане в Международна зала на славата на плуването (International Swimming Hall of Fame) (2001)
- Унгарска атлетка на века (2001)
- Награда феърплей за цялостна кариера (Fair Play Award for Lifetime Achievement) (2001)
- Награда „Ференц Чик“ (Ferenc Csík Award) (2001)
- Сребърен олимпийски орден за заслуги на МОК (IOC Olympic Order of Merit grade silver) (2001)
- Почетна гражданка на Будавар
- Трофей на президента на МОК (IOC President's Trophy) (2005)
- Награда „Прима Примисима“ (Prima Primissima Award) (2007)
- Награда „Свети Стефан“ (St. Stephen Award) (2010)
- Почетна гражданка на Будапеща (2011)
- Медал на ордена на Свети Стефан (Order of St.Stephen Medal (2013)
- Зала на славата на унгарското плуване (Hall of Fame of the Hungarian Swimming Sports) (2013)[11]

### Резултати от унгарски първенства по плуване
|                         | 1986 | 1987 | 1988 | 1989 | 1990 | 1991 | 1992 | 1993 | 1994 | 1995 | 1996 |
| ----------------------- | ---- | ---- | ---- | ---- | ---- | ---- | ---- | ---- | ---- | ---- | ---- |
| 100 m свободен стил     |      |      |      | 1.   | 1.   |      |      |      |      |      |      |
| 200 m свободен стил     |      |      |      | 1.   | 1.   | 1.   | 1.   | 1.   | 1.   | 1.   | 1.   |
| 400 m свободен стил     |      |      |      | 1.   | 1.   |      |      |      |      |      |      |
| 800 m свободен стил     |      |      |      |      | 1.   | 1.   | 1.   |      |      |      |      |
| 50 m гръб               |      | 3.   |      |      |      |      |      |      |      |      |      |
| 100 m гръб              | 4.   | 1.   |      | 1.   | 1.   | 1.   | 1.   | 1.   | 1.   | 1.   | 1.   |
| 200 m гръб              | 3.   | 1.   |      | 1.   | 1.   | 1.   | 1.   | 1.   | 1.   | 1.   | 1.   |
| 200 m бруст             |      |      |      |      |      |      | 2.   | 2.   | 2.   | 2.   |      |
| 100 m бътерфлай         |      |      |      |      |      |      |      | 1.   | 1.   | 2.   | 1.   |
| 200 m бътерфлай         |      |      |      | 1.   | 1.   | 1.   | 1.   | 1.   | 1.   | 1.   |      |
| 200 m съчетано          |      | 1.   |      | 1.   | 1.   | 1.   | 1.   | 1.   | 1.   | 1.   | 1.   |
| 400 m съчетано          | 5.   | 1.   |      | 1.   | 1.   | 1.   | 1.   | 1.   | 1.   | 1.   | 1.   |
| 4 × 100 m свободен стил |      | 1.   |      | 1.   | 1.   | 1.   | 2.   | 1.   | 2.   | 1.   | 1.   |
| 4 × 200 m свободен стил |      | 1.   |      | 1.   | 1.   | 1.   | 1.   | 1.   | 1.   | 1.   | 1.   |
| 4 × 100 m съчетано      | 3.   | 4.   | 1.   | 1.   | 1.   | 1.   | 2.   | 1.   | 1.   | 1.   | 1.   |